# مورتن رود
مورتن رود (بالنرويجية البوكمول: Morten Ruud)‏ هو محامي نرويجي، ولد في 25 فبراير 1950.